# Coupe de république démocratique du Congo de football 1997
Navigation
Saison 1996 Saison 1998
La saison 1997 du Championnat du Zaïre de football est la trente-huitième édition de la première division en RD Congo. Comme depuis 1992 le championnat est dissous, c'est la Coupe qui définit le représentant de la RDC en Ligue des Champions de la CAF. La compétition rassemble les huit meilleures formations du pays et se déroule sous forme de matchs à élimination directe en aller-retour.

## Compétition

### Demi-finales[1]
| Équipe 1        | Résultat    | Équipe 2         |
| --------------- | ----------- | ---------------- |
| DC Motema Pembe | 3 -0 / 2 -1 | TP Mazembe       |
| AS Vita Club    | 2 - 0 / 1-1 | SM Sanga Balende |

### Finale
| Aller | AS Vita Club | 0-0     | DC Motema Pembe | Stade des Martyrs, Kinshasa |
|       |              | (0 - 0) |                 |                             |

| Retour         | DC Motema Pembe   | 0-0                                        | AS Vita Club | Stade des Martyrs, Kinshasa |
|                |                   | (0-0)                                      |              |                             |
| Serge Bageta · | Tirs au but 4 - 5 | Réussi · Réussi · Réussi · Réussi · Réussi |              |                             |